# Українсько-боснійські відносини
Українсько-боснійські відносини — сукупність міжнародних двосторонніх відносин між Україною та Боснією і Герцеговиною, а також співпраці обох країн у міжнародних організаціях.

## Відносини
Боснія і Герцеговина визнала державну незалежність України 20 квітня 1992.
12 жовтня 1992 Президія Верховної Ради України своєю постановою визнала державну незалежність Боснії і Герцеговини.
Дипломатичні відносини встановлені 20 грудня 1995.[джерело?]
З 17 листопада 2004 в Сараєво діє Відділення Посольства України в Республіці Хорватія у Боснії і Герцеговині.[джерело?]